# Hôtel Edouard 7
 (février 2020).
Si vous disposez d'ouvrages ou d'articles de référence ou si vous connaissez des sites web de qualité traitant du thème abordé ici, merci de compléter l'article en donnant les références utiles à sa vérifiabilité et en les liant à la section « Notes et références ».
L'hôtel Edouard 7 est un hôtel situé 39 avenue de l'Opéra, dans le 2e arrondissement de Paris.

## Histoire
Installé dans un immeuble construit en 1877 dans le plus pur style haussmannien, l’hôtel Edouard 7 doit son nom au roi du Royaume-Uni Édouard VII, qui en avait fait sa résidence parisienne quand il était le prince de Galles.

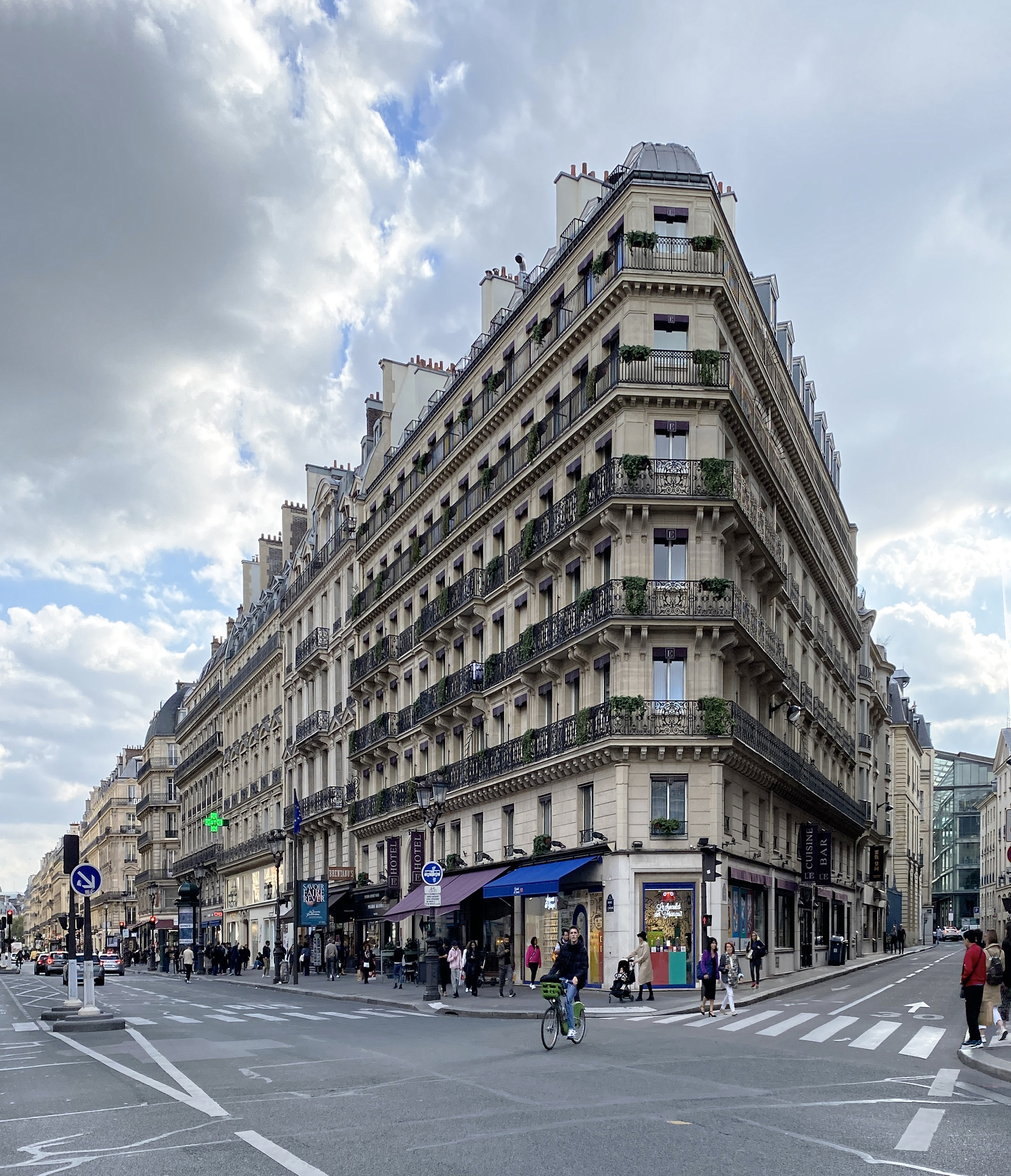
Hotel Edouard 7 - Opéra - Paris - Octobre 2022